# Dolores Haze

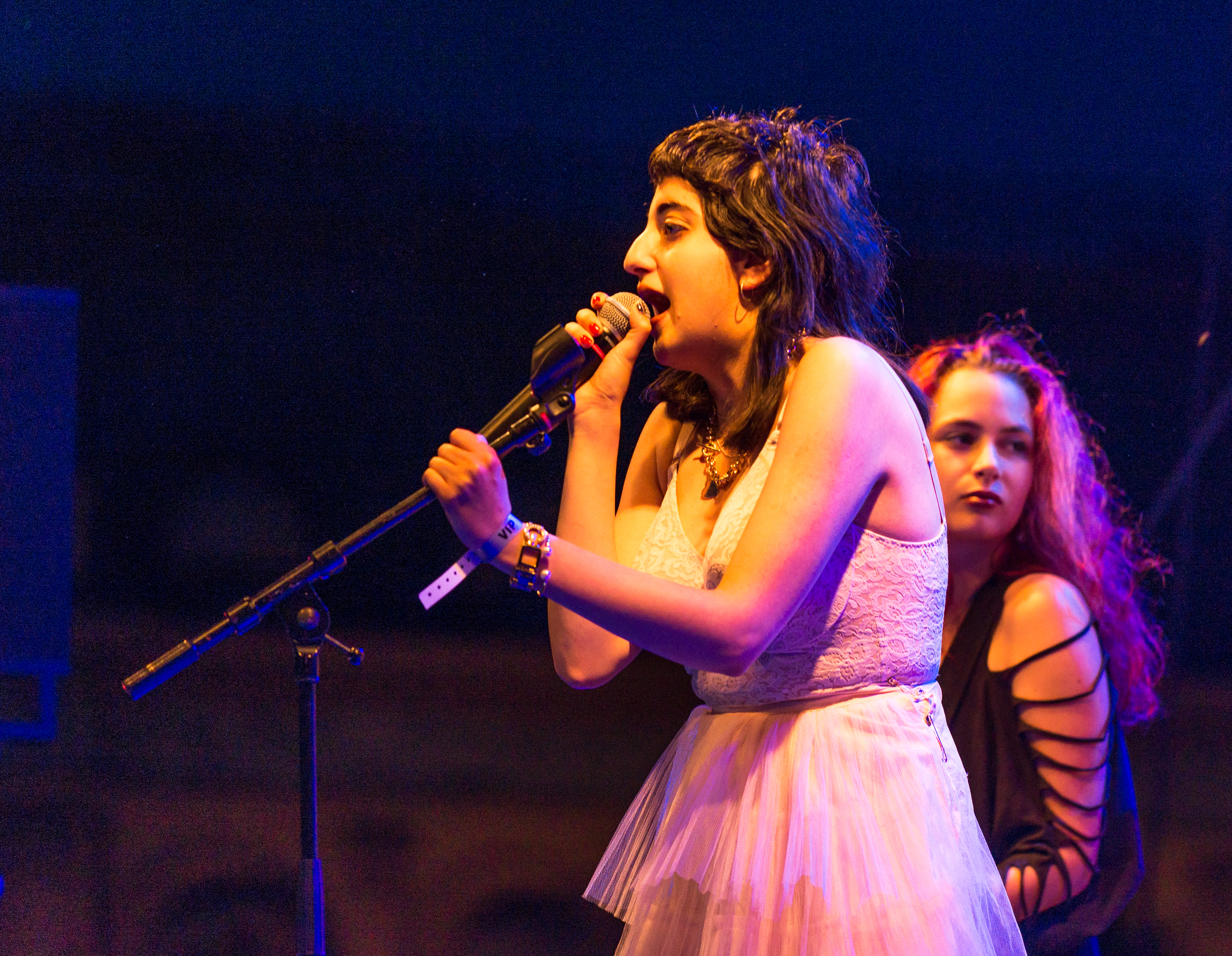
Groovy Nicks i Dolores Haze under ett framträdande i Stockholm 2016.

Dolores Haze är ett svenskt punkrockband, bildat i Stockholm 2012 av Groovy Nickz och Groovy Fuck. Bandet fick sedan två till medlemmar, Lucky Lollo och Foxy Sagz. I november 2017 beslutade sig Groovy Fuck för att lämna bandet, något som blev officiellt i februari 2018.  
Bandet hade inledningsvis bara målet att lyckas bli kända och komma med i en skvallertidning har bandets sångerska Groovy Nickz sagt i flertal intervjuer.
Bandet är känt för sin kontroversiella stil och attityd. De har bland annat uppmärksammats mycket i media för att de var på en omskriven fest där Ebbot Lundberg trillade igenom taket och för att gitarristen Groovy Fuck (som egentligen heter Tyra Hasselrot) lurade tidningen Rollacoaster att hon heter Fuck i förnamn, samt att det är ett vanligt förnamn i Sverige.
Bandet släppte i november 2015 sitt debutalbum The Haze is forever som blev Grammisnominerat och P3 Guld-nominerat. De vann P3 Gulds pris för "årets rock/metal". I oktober 2018 släppte de sitt andra album Play Hard Fuck Hard Love Hard.
Dolores Haze var förband för Iggy Pop när han hade konsert på Cirkus i Stockholm. Han har tidigare spelat upp deras musik i sitt radioprogram på BBC Radio.
I maj 2018 blev gruppen kontrakterade till Warner Music Sweden.

## Diskografi

### Album
- 2015 – The Haze Is Forever
- 2018 - Play Hard Fuck Hard Love Hard

### EP
- 2013 – I Did Not Kill Sam
- 2014 –  Accidental

### Singlar
- 2015 - "I Got My Gun"
- 2015 - "Touch Me"
- 2017 - "White House"
- 2018 - "Banana"
- 2018 - ”Play Hard Fuck Hard Love Hard”
- 2018 - "FLIP"

## Priser
- 2016 – P3 Guld för årets rock/metal

### Nomineringar
- 2016 – Grammis för årets nykomling
- 2016 – Grammis för årets rock
- 2016 – P3 Guld för årets nykomling